# Brązoszowate
Brązoszowate (Oxynotidae) – monotypowa rodzina morskich ryb chrzęstnoszkieletowych z rzędu koleniokształtnych (Squaliformes).

## Rozmieszczenie geograficzne
Zachodni i wschodni Ocean Atlantycki oraz Morze Śródziemne, zachodni Ocean Spokojny.

## Cechy charakterystyczne
Długość ciała do 150 cm; masa ciała (największa opublikowana) do 6,6 kg. Ciało bardzo wysokie, ścieśnione, w przekroju trójkątne. Płetwy grzbietowe bardzo wysokie, każda z dużym kolcem, który może być chowany przez płetwę. Początek nasady pierwszej płetwy grzbietowej może wybiegać daleko do przodu nad otworami skrzelowymi. Skóra bardzo szorstka. Występują narządy świetlne.

## Systematyka
Rodzaj zdefiniował w 1810 roku francusko-amerykański przyrodnik Constantine Samuel Rafinesque w publikacji własnego autorstwa poświęconej ichtiologii Sycylii. Gatunkiem typowym jest (oznaczenie monotypowe) brązosz (O. centrina).

### Etymologia
- Oxynotus: gr. οξυς oxus ‘ostry, spiczasty’; -νωτος -nōtos ‘-tyły, -grzbiety’, od νωτον nōton ‘tył, grzbiet’[8].
- Centrina: epitet gatunkowy Squalus centrina Linnaeus, 1758; łac. centrum ‘punkt środkowy, środek’, od gr. κεντρον kentron ‘ostry punkt’[8]. Gatunek typowy (oryginalne oznaczenie) (absolutna tautonimia): Squalus centrina Linnaeus, 1758.

### Podział systematyczny
Do rodziny należą jeden rodzaj z następującymi występującymi współcześnie gatunkami:
- Oxynotus bruniensis (Ogilby, 1893)
- Oxynotus caribbaeus Cervigón, 1961
- Oxynotus centrina (Linnaeus, 1758) – brązosz[10]
- Oxynotus japonicus Yano & Murofushi, 1985
- Oxynotus paradoxus Frade, 1929 – kolcoskór[10]

Opisano również gatunek wymarły z miocenu:
- Oxynotus crochardi Welton, 1981